# Seis alas
El Libro de las seis alas (en hebreo: Kanfe Nesharim -"Las alas del águila"-, Sepher shesh kenafayim -"Libro de las seis alas"- o simplemente Shesh Kenafayim -"Seis alas"-) es una obra astronómica escrita en hebreo en torno al año 1365 por el erudito judeofrancés Immanuel ben Jacob Bonfils de Tarascón. Fue muy difundida en el Medievo, cuando se la tradujo al latín, al griego y al ruso. Volvió a ser editada en hebreo en 1872.

## Contexto histórico-cultural
El libro forma parte del corpus de escritos astronómicos producidos por los caraítas, judíos que rechazan la tradición rabínica. En la diáspora, una comunidad caraíta se asentó en el sur de Francia, en Provenza y Languedoc. Sus astrónomos y matemáticos, muy influidos por los árabes, contribuyeron a la expansión de la ciencia en Europa y se los conoció como los “científicos de la diáspora”. Los caraítas provenzales tenían relación asidua con los caraítas de otras partes del Mediterráneo, como Tesalónica o Constantinopla. Por lo demás, los numerosos eruditos judíos dispersos por la Europa medieval, si bien escribían en hebreo, tenían amplio contacto con estudiosos de tradición latina. Particularmente en el sur de Francia, en el seno de la comunidad judía, durante el siglo XIV floreció una escuela de astrónomos, encabezados por Gersónides, cuyos estudios y observaciones produjeron una tradición astronómica independiente de las influyentes "tablas alfonsíes".

## Autoría
El autor del Libro de las seis alas fue el judío caraíta Immanuel ben Jacob Bonfils, médico, matemático y astrónomo. Vivió en Francia en el siglo XIV, primero en Orange, donde enseñó astronomía y matemáticas, y más tarde en Tarascón. Immanuel ben Jacob Bonfils produjo numerosos escritos, todos en hebreo, mayoritariamente sobre matemáticas y astronomía.

## Traducción y difusión
En 1406, el Libro de las seis alas fue traducido al latín por Johannes Lucae e Camerino. El gran humanista italiano Pico de Mirándola consultó esta traducción, así como el astrónomo francés Peirescio. En 1435, Miguel Crisococas completó su traducción al griego bizantino. Esta versión se difundió rápidamente por el amplio mundo helénico, y en 1574, Damasceno Estudita, obispo de Lepanto y Arta, actualizó las tablas. Finalmente el Libro de las seis alas se vertió al ruso bajo el título Shestokryl.
Se conservan varias copias del original hebreo y de la versión griega, así como una copia de la traducción latina. En 1872, en la ciudad de Zhitomir, se imprimió la versión original en hebreo. Peter Solon editó la versión griega en 1968 -aunque permaneció inédita-, y en 1970 publicó una descripción de las tablas.